# Ephebopus murinus
Ephebopus murinus là một loài nhện trong họ Theraphosidae. Chúng là loài đặc hữu của Brasil và vùng Guyana thuộc Pháp và Suriname.